# Emiliano Mazzoni
| 69977 Saurodonati | 28 novembre 1998 |

Emiliano Mazzoni (1953) è un astronomo amatoriale italiano.
Il Minor Planet Center gli accredita la scoperta di due asteroidi, effettuate tra il 1998 e il 1999, di cui una in collaborazione con Massimo Ziboli.
Gli è stato dedicato l'asteroide 49469 Emilianomazzoni. Ha inoltre scoperto 69 supernove in collaborazione con Ciabattari, Donati, Rossi, Petroni
presso l'osservatorio astronomico di Monte Agliale. 